# Centrum Informacji Biznesowej i Europejskiej
Centrum Informacji Biznesowej i Europejskiej (CIBiE) – jedna z agend Wojewódzkiej Biblioteki Publicznej w Krakowie. Powstała jako druga tego typu placówka w Polsce w listopadzie 1997 roku.
Zadaniem Centrum Informacji Biznesowej i Europejskiej jest gromadzenie, przechowywanie, opracowanie oraz bezpłatne udostępnianie informacji z zakresu szeroko rozumianego biznesu i Unii Europejskiej. Misją jest wspieranie przedsiębiorczości lokalnej, zwłaszcza małych biznesów oraz zapewnienie czytelnikom dostępu do informacji użytkowej. Centrum wspomaga również zaplecze edukacyjne środowiska akademickiego.
Działalność Centrum skierowana jest do szerokiego grona odbiorców. Z oferowanych usług korzysta rocznie ponad 12 tysięcy osób, są to między innymi ludzie związani z biznesem, prowadzący własną działalność gospodarczą, inwestorzy giełdowi, poszukujący pracy bądź bezrobotni, kadra dydaktyczna państwowych i prywatnych szkół wyższych, a także studenci, absolwenci oraz uczniowie szkół średnich.